# Georges-Émile Tanguay
Georges-Émile Tanguay (* 5. Juni 1893 in Québec; † 24. November 1964 ebenda) war ein kanadischer Organist, Musikpädagoge und Komponist.

## Leben
Tanguy hatte zunächst Unterricht in Quebec bei Joseph-Arthur Bernier, Arthur Letondal und Romain Pelletier. Von 1912 bis 1914 studierte er in Paris Orgel bei Louis Vierne und Harmonielehre bei Félix Fourdrain. Bei einem erneuten Parisaufenthalt 1920 studierte er Orgel bei Édouard Mignan, Harmonielehre und Kontrapunkt bei Georges Caussade und Klavier bei Simone Plé-Caussade und besuchte die Kompositionsklasse von Vincent d’Indy an der Schola Cantorum. Daran anschließend nahm er Orgelunterricht bei Pietro Yon und Gaston Dethier in New York.
1925 kehrte er nach Kanada zurück und wurde Organist an der Kirche De l’Immaculée-Conception in Montreal. Seit 1943 unterrichtete er Harmonielehre am Conservatoire de musique du Québec und an der Université de Montréal; dort gab er später auch Orgelunterricht. Zu seinen Schülern zählten u. a. Marcel Beaulieu, Jeannine Bégin,
Léon Bernier, Maurice Blackburn, Marcel Laurencelle, die Schwestern Gilberte, Marcelle und Magdeleine Martin, Lucien Martin, Paul-Émile McCaughan, André Mérineau, Renée Morisset und Micheline Tessier.
Tanguays wenig umfangreiches kompositorisches Werk umfasst Klavier- und Orgelstücke, einige Chorwerke, eine Orchesterbearbeitung sowie ein originales Orchesterwerk.

## Werke
- Gavotte Pompadour für Klavier
- Air de ballet für Klavier, um 1912
- Menuet für Klavier, um 1912
- Scherzo-Valse für Klavier, um 1912
- Sarabande für Klavier, um 1912
- Causerie für Klavier, um 1912
- Gavotte et Musette für Klavier, um 1912
- Cor Jesu für gemischten Chor, 1912
- O Salutaris für gemischten Chor, 1912
- Pavane für Klavier, 1914
- Souvenir für Cello und Klavier, um 1914
- Romance für Violine, Harfe und Orchester, 1915
- Graduel et Trait für drei Männerstimmen, 1917
- Cor Jesu für gemischten Chor
- Prayer/Prière für Orgel, um 1918
- Hommage à Couperin für Klarinette, Fagott und Streichquintett, um 1920
- Trois pièces brèves für Klavier, um 1920
  - Hommage à Couperin,
  - Apaisement (auch für Bläserquintett und Harfe)
  - Danseuses devant Aphrodite (auch für Orchester)
- Lied für Orgel 1924, für Streichquartett 1930, für Streichorchester 1947
- Pavane, 1925